# Marko Mrkić
Marko Mrkić (in serbo Марко Мркић?; Niš, 20 agosto 1996) è un calciatore serbo, attaccante svincolato.